# Тамбре
Та̀мбре (на италиански: Tambre) е село и община в Северна Италия, провинция Белуно, регион Венето. Разположено е на 922 m надморска височина. Населението на общината е 1386 души (към 2014 г.).